# Les Boloss : Loser attitude
Pour les articles homonymes, voir Les Boloss et The Inbetweeners (série télévisée).
Les Boloss : Loser attitude (The Inbetweeners) est une série télévisée britannique en 18 épisodes de 21 minutes écrite par Damon Beesley et Iain Morris et diffusée entre le 1er mai 2008 et le 18 octobre 2010 sur E4.
En France, la série est diffusée depuis le 28 février 2011 sur MCM et depuis le 7 juillet 2012 sur NRJ 12.
La série a été nommée comme « Meilleure comédie de situation » à la BAFTA à deux reprises, en 2009 et 2010. Aux British Academy Television Awards 2010, elle a remporté le prix du public, le seul prix décerné par les téléspectateurs et en 2011 la série a remporté le prix de la meilleure comédie de situation à la British Comedy Awards.
Les Boloss : Loser attitude reprend l’histoire éternelle des préoccupations des adolescents, qui peuvent se résumer en quelques mots : « se faire » une fille, fuir ses parents et entrer à l'âge adulte en tant qu'homme tout en s'intégrant dans un contexte britannique des années 2000. 
4 jeunes adolescents sont les acteurs principaux de la série : 
- Will McKenzie (Simon Bird) est le personnage central du programme, sa voix off raconte chaque épisode. Will est le plus intelligent et le plus studieux du groupe, mais malgré sa nature raisonnable, il cède souvent à la pression de ses camarades pour commettre des actes douteux et humiliant.
- Simon Cooper (Joe Thomas) semble souvent être le plus "normal" du groupe. Sa relation intermittente avec Carli est à l'origine de nombreuses intrigues.
- Jay Cartwright (James Buckley) est le plus immature et le plus arrogant des garçons. Il est aussi le plus vulgaire et a une vision généralement misogyne. Il est obsédé par le sexe et est un menteur compulsif prétendant toujours avoir vécu des aventures sexuelles imaginaires.
- Neil Sutherland (Blake Harrison) est doux et crédule, et le membre le plus expérimenté sexuellement du groupe. Il est souvent moqué par ses camarades pour l'homosexualité de son père.

## Distribution

### Acteurs principaux
- Simon Bird (VF : Aurélien Ringelheim) : Will McKenzie
- James Buckley (VF : Emmanuel Dekoninck) : Jay Cartwright
- Blake Harrison (VF : Gauthier de Fauconval) : Neil Sutherland
- Joe Thomas (VF : David Scarpuzza) : Simon Cooper

### Acteurs récurrents
- Emily Head (VF : Cathy Boquet) : Carli D'Amato
- Henry Lloyd-Hughes (VF : Laurent Vernin) : Mark Donovan
- Emily Atack : Charlotte Hinchcliffe
- Greg Davies (VF : Patrick Donnay) : Phil Gilbert
- John Seaward : Big John
- Kacey Barnfield : Katie Sutherland

#### Parents
- Belinda Stewart-Wilson : Polly McKenzie
- Robin Weaver (VF : Rosalia Cuevas) : Pamela Cooper
- Martin Trenaman (VF : Daniel Nicodème) : Alan Cooper
- Victoria Willing : Mrs Cartwright
- David Schaal (VF : Erwin Grunspan) : Terry Cartwright
- Alex MacQueen (VF : Franck Dacquin) : Kevin Sutherland

## Épisodes

### Première saison (2008)
1. La rentrée (First Day)
2. Un verre de trop (Bunk Off)
3. Le Nemesis Inferno (Thorpe Park)
4. Trop belle pour moi (Girlfriend)
5. Bienvenue au Caravan Club (Caravan Club)
6. Le bal de Noël (Xmas Party)

### Deuxième saison (2009)
1. Le voyage de classe (The Field Trip)
2. Le stage d'apprentissage (Work Experience)
3. Joyeux anniversaire (Will's Birthday)
4. Quatre clubbers dans le vent (A Night Out in London)
5. Au service de Sa Majesté (The Duke of Edinburgh Awards)
6. La fin de l'année  (Exam Time)

### Troisième saison (2010)
1. Le défilé des vanités (The Fashion Show)
2. La meuf de Simon (The Gig and the Girlfriend)
3. La grande Kerry (Will's Dilemma)
4. Week-end romantique (The Trip to Warwick)
5. Un week-end de folie (Home Alone)
6. Une virée à la campagne (The Camping Trip)

## Adaptation américaine
Le 31 mars 2011, MTV a annoncé la commande d'une saison de douze épisodes pour la version américaine de Les Boloss : Loser attitude. Un épisode pilote a été diffusé en septembre 2010. Brad Copeland a écrit le pilote et sera le producteur exécutif sur la série avec Damon Beesley et Iain Morris. La série a été annulée au bout d'une saison.

## Film
En septembre 2009, Damon Beesley et Iain Morris ont confirmé que le film avait été commandé par Film4. L'intrigue tournera autour de quatre garçons de dix-huit ans qui partent en vacances à Malia en Crète. Le tournage a commencé à Majorque en Espagne le 19 février 2011. Il est sorti au Royaume-Uni le 19 août 2011 et en France le 21 décembre 2011 sous le titre Les Boloss. Une suite est sortie sous le nom The Inbetweeners 2, elle est arrivée au Royaume-uni en 2014 . Dans ce second film, l'histoire se déroule en Australie. Simon, Will et Neil vont rejoindre Jay qui est parti vivre là-bas.